# São Benedito do Sul
São Benedito do Sul es un municipio brasileño del estado de Pernambuco. Está constituido por los distritos Sede e Igarapeba. Tiene una población estimada al 2020 de 16.069 habitantes.

## Historia
El lugar actual donde se ubica el municipio de São Benedito do Sul fue explorado en el siglo XVII por negros provenientes del Quilombo de Palmares. La colonización se intensificó en los años 1795 con la llegada del capitán Francisco Rodrigues de Melo y su esposa quienes se instalaron con una finca ganadera. Era conocido como São Benedito hasta 1940 cuando cambió de nombre a Iraci. Fue en su emancipación de 1963 del municipio de Quipapá, cuando adoptó el nombre actual.

## Turismo
Es conocido por sus cascadas de aguas cristalinas.